# Javier Artiñano Ansorena
Javier Artiñano Ansorena (Montes de Oca, San José, Costa Rica, 1942 - Madrid, Espanya, 4 de juliol de 2013) va ser un escenògraf, dissenyador de vestuari i director artístic espanyol.
Javier Artiñano Ansorena va néixer a Costa Rica l'any 1942. Els seus pares eren uns emigrants espanyols. Després de viure al país centreamericà, es va traslladar a Espanya als sis anys. Va cursar el batxillerat a la ciutat de Santander i després es va instal·lar a Madrid, on va atendre la Reial Acadèmia de Belles Arts de Sant Ferran i posteriorment a l'escola d'Arts Decoratives.
L'any 1968, es va unir al grup teatral Los Goliardos. El seu primer treball professional ho va realitzar juntament amb ells i va consistir a dissenyar el vestuari per a l'obra La hora de la fantasia, de la dramaturga italiana Anna Bonacci. Tres anys més tard, en 1971, va debutar com figurinista cinematogràfic a Las Melancólicas, de Rafael Moreno Alba. Així mateix, va treballar per primera vegada com figurinista de televisió amb el telefilm espanyol Juan soldado l'any 1973.
Artiñano també va treballar com a actor en diverses pel·lícules: La marrana (1992), Pesadilla para un rico (1996) i La conjura de El Escorial (2008). No obstant això, els papers que va interpretar en tots aquests films van ser secundaris.
Va morir a Madrid, a causa del càncer que l'havia obligat a retirar-se de la seva activitat professional.

## Premis
Premis Goya
| Millor disseny de vestuari | 1986 | Dragon Rapide             | Nominat   |
| Millor disseny de vestuari | 1987 | A los cuatro vientos      | Nominat   |
| Millor disseny de vestuari | 1987 | El bosque animado         | Guanyador |
| Millor disseny de vestuari | 1988 | Jarrapellejos             | Nominat   |
| Millor direcció artística  | 1989 | Esquilache                | Guanyador |
| Millor dissey de vestuari  | 1991 | El rey pasmado            | Guanyador |
| Millor dissey de vestuari  | 1992 | El maestro de esgrima     | Guanyador |
| Millor dissey de vestuari  | 1996 | Libertarias               | Nominat   |
| Millor dissey de vestuari  | 1998 | La hora de los valientes  | Nominat   |
| Millor dissey de vestuari  | 2000 | Lázaro de Tormes          | Guanyador |
| Millor dissey de vestuari  | 2001 | Juana la Loca             | Guanyador |
| Millor dissey de vestuari  | 2008 | La conjura de El Escorial | Nominat   |

- L'any 2010, es va fer amb el Premi Ricardo Franco, lliurat durant el Festival de Màlaga de Cinema Espanyol.[8]